# The Best of L'Arc-en-Ciel 1994-1998
The Best of L'Arc-en-Ciel 1994-1998 är ett album av L'Arc-en-Ciel. Det gavs ut 19 mars 2003 på Ki/oon Records. Det släpptes samtidigt som "The Best of L'Arc-en-Ciel 1998-2000" och "The Best of L'Arc-en-Ciel c/w".

## Låtlista
| Nr | Titel                                                                                             | Musik * |
| -- | ------------------------------------------------------------------------------------------------- | ------- |
| 1  | In the Air                                                                                        | Hyde    |
| 2  | Blurry Eyes                                                                                       | Tetsu   |
| 3  | Vivid Colors                                                                                      | Ken     |
| 4  | And She Said                                                                                      | Hyde    |
| 5  | Natsu no Yuutsu [Time to Say Good-Bye] (夏の憂鬱 [time to say good-bye] Fördjupning av Sommaren?) | Ken     |
| 6  | Kaze ni Kienaide (風にきえないで Försvinna inte i Linda?)                                         | Tetsu   |
| 7  | Flower                                                                                            | Hyde    |
| 8  | Lies and Truth                                                                                    | Ken     |
| 9  | Caress of Venus                                                                                   | Ken     |
| 10 | The Fourth Avenue Cafe                                                                            | Ken     |
| 11 | Niji (虹 Regnbåge?)                                                                               | Ken     |
| 12 | Winter Fall                                                                                       | Ken     |
| 13 | Shout at the Devil                                                                                | Ken     |
| 14 | Fate                                                                                              | Ken     |
| 15 | Anata (あなた Dig?)                                                                               | Tetsu   |

* Alla texter av Hyde.

## DVD Låtllista (Inskränkt Upplaga Endast)
| Nr | Titel                                                                  | Musik * |
| -- | ---------------------------------------------------------------------- | ------- |
| 1  | Kaze ni Kienaide (Video Clip) (風にきえないで Försvinna inte i Linda?) | Tetsu   |
| 2  | Blurry Eyes (Video Clip)                                               | Tetsu   |
| 3  | Nemuri ni Yosete (Video Clip) (眠りによせて Överför det till en Sömn?) | Ken     |

* Alla texter av Hyde.